# Opostega granifera
Opostega granifera is een vlinder uit de familie oogklepmotten (Opostegidae). De wetenschappelijke naam van deze soort is voor het eerst geldig gepubliceerd in 1913 door Meyrick.
De soort komt voor in tropisch Afrika.